# Bissingen an der Teck
Bissingen an der Teck är en kommun och ort i Landkreis Esslingen i regionen Stuttgart i Regierungsbezirk Stuttgart i förbundslandet Baden-Württemberg i Tyskland.
Kommunen ingår i kommunalförbundet Stadt Weilheim an der Teck tillsammans med kommunerna Holzmaden, Neidlingen, Ohmden och Weilheim an der Teck.